# 롤리타 렘피카
롤리타 렘피카(Lolita Lempicka, 1954년 ~ )는 프랑스인 패션 디자이너이자 조향사이다.
바비 인형에게 6세에 직접 드레스를 디자인했으며 10대에 자신만의 옷을 만들었다. 17세에 롤리타는 패션 디자인을 공부했다.
2002년, 롤리타는 레지옹 도뇌르 훈장을 수상했다.